# コラ (刀)

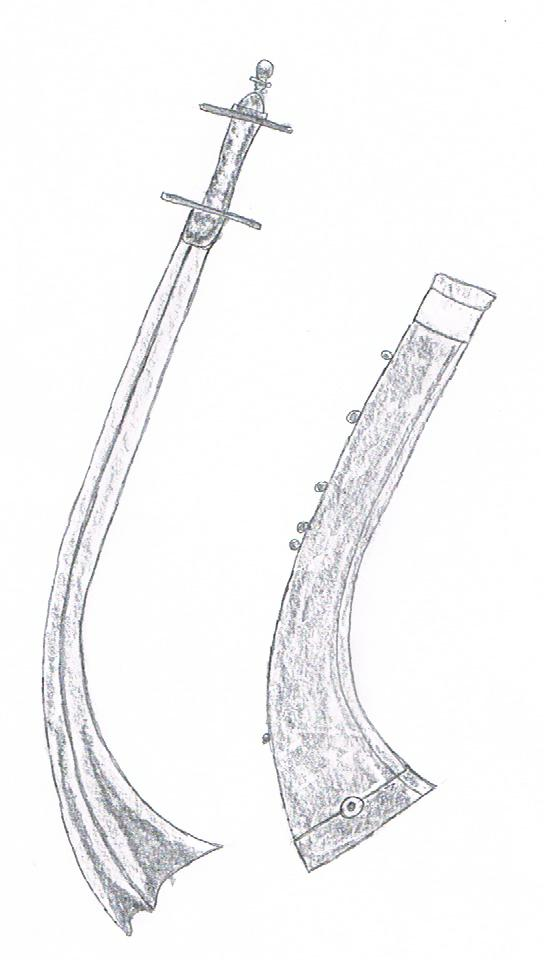
コラと鞘。日本刀とは逆で、湾曲した刀身の内側（図では右側）に刃が付く。

コラ（Kora）は、ネパールなど北インドで使われていた刀剣。大型のナイフ、もしくは剣とも形容され、ゲームにおいては斧に分類されるケースもある。戦闘用として、または儀礼用としても用いられる。熟練者ともなると羊を一刀両断するほどの威力があるという。湾曲した刀身は先端に行くほど幅が広くなり、カーブの内側に刃を持つ。刀身には意匠として溝やハスの花、仏教的なシンボルの卍の彫刻などが施されるケースも見られる。グリップには手を防護するために、鍔のような円盤が付く場合がある。鞘の材質は革製であったり、ベルベット地に多くの銀を使った彫刻細工の装飾を付けたものなどさまざまで、孔雀の羽根や、金の浮き彫りを用いたものもある。コラの刀身の形状と合わせて作られている鞘からは一手では抜刀できない。このタイプの鞘だと峰の側をホックで留めて固定するので、抜刀の際はまずホックを外す必要がある。同地域の武器であるククリが一般家庭においても料理などの民生用として現役なのとは違い、コラは取りまわしの不便さからか現代において使われる場面はほぼないと言える。
ネパールで使われるようになったのは7世紀とも9世紀とも言われる。ネパールにおける類似した他の武器（例えばククリ）と同様古代ギリシアのコピスという刀剣が起源とも考えられているが、ネパール近辺の現地で自然に発生したとも考えられている。19世紀のグルカ戦争においても使用された。